# شعب (جغرافية)

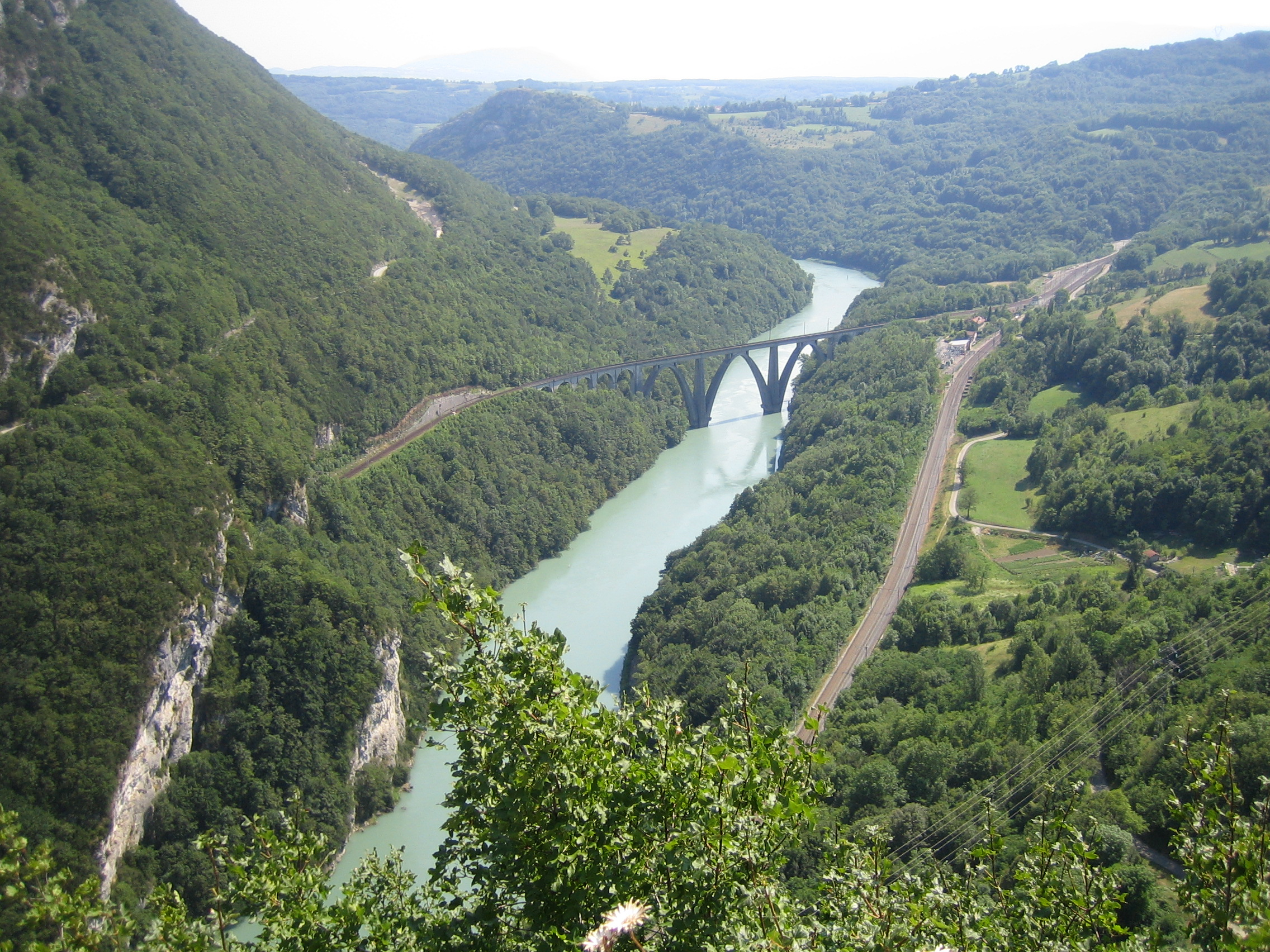
شعب الإكلوز كما يُرى من حصن الإكلوز

الشِّعْب أو الريع (بالإنكليزية: defile) في الجغرافية هو ممر ضيق أو أخدودٌ بين الجبال أو التلال.